# Anita Doth
Anita Doth (née le 28 décembre 1971 à Amsterdam) est une chanteuse néerlandaise, surtout connue comme l'ancienne chanteuse du duo 2 Unlimited, avec le rappeur Ray Slijngaard.

## Biographie

### 2 Unlimited (1991–1996)
2 Unlimited est un projet d'Eurodance formé en 1991 par les producteurs belges Jean-Paul DeCoster et Phil Wilde et mené par le rappeur néerlandais Ray Slijngaard et Anita Doth,.
Au début des années 1990, Slijngaard est invité à écrire des paroles de rap pour un morceau écrit par de Coster et Wilde. Elle écrit également un refrain destiné à être chanté par une chanteuse, pour lequel il demande à Doth de chanter les paroles. La démo est présentée à de Coster et Wilde, ce qui a conduit Doth à rejoindre 2 Unlimited, et Get Ready for This est produit comme leur premier single.

### Après 2 Unlimited (1996–2009)
Après la séparation de 2 Unlimited en 1996, Doth devient présentatrice sur la chaîne de télévision musicale néerlandaise TMF, animant Welcome to the Pleasure Zone, une émission présentant à la fois des vidéos musicales et des performances en direct. Elle a également travaillé comme DJ sur la station de radio néerlandaise Radio 538. La même année, elle chante en duo avec le chanteur néerlandais René Froger That's When I'll Stop Loving You.
En 2000, elle sort son album solo, Reality. Parmi les singles extraits de l'album figurent Universe, Lifting up My Life et This Is Reality. Doth travaille avec les producteurs Todd Terry et Steve Mac, entre autres. En 2002, Doth forme Divas of Dance avec Linda Estelle (anciennement de T-Spoon) et Desiree « Des'Ray » Manders (anciennement des 2 Brothers on the 4th Floor). Elles interprètent une variété de classiques du disco et de la danse, y compris les plus grands succès de leurs groupes respectifs. En 2006, Divas of Dance a sorti un single intitulé Falling into the Groove. À la fin des années 2000, Anita Doth effectue une tournée au Royaume-Uni dans le cadre des 90s Reloaded Adult Weekenders au Butlin's. Présentée comme Anita Doth from 2 Unlimited, la performance comprend les plus grands succès de 2 Unlimited des années 1990.

### Retour de 2 Unlimited (2009–2016)
Doth et son ancien collègue de 2 Unlimited, Ray Slijngaard, se réunissent le 11 avril 2009, pour se produire ensemble pour la première fois depuis 13 ans lors du concert I love the 90s à Hasselt, en Belgique. D'autres concerts ont suivi le 30 avril lors du concert de la Fête de la Reine de Radio 538 au Museumplein à Amsterdam, et en première partie de Milk Inc. au Palais des sports d'Anvers le 25 septembre. Se produisant sous le nom de Ray and Anita, il est confirmé le 29 décembre que le duo sortirait un nouveau single en 2010 intitulé In Da Name of Love. Jean-Paul de Coster leur aurait refusé l'autorisation d'utiliser le nom 2 Unlimited, car il détient toujours les droits du nom.
Le 11 juillet 2012, il est annoncé que Slijngaard et Doth travailleraient à nouveau avec le producteur belge de Coster sous le nom de 2 Unlimited. Le 8 novembre 2013, Doth annonce sur Twitter que 2 Unlimited ferait bientôt une pause jusqu'en avril 2014 car elle était enceinte. La nouvelle venue est attendue pour février 2014.

### Départ de 2 Unlimited (depuis 2016)
Le 20 avril 2016, 2 Unlimited annonce que Doth quitte le groupe pour entamer une carrière solo. Le 13 août, Kim Vergouwen est annoncée comme la remplaçante de Doth au sein de 2 Unlimited.

## Vie personnelle
Anita Daniëlle Dels est née à Amsterdam d'un père surinamais, Rolf Dels, et d'une mère néerlandaise, Lydia. En 1991, elle termine ses études et décroche son premier emploi à un poste administratif dans un commissariat de police. Elle a un fils.
Le 11 janvier 2010, il est annoncé que Doth était traitée pour un cancer du sein et qu'elle suivait une chimiothérapie. Doth continue à jouer avec Ray autant que possible pendant son traitement. En 2011, Doth est déclarée exempte de cancer du sein,.

## Discographie

### Albums studio
- 2000 : Reality

### Singles
- 1997 : That's When I'll Stop Loving You
- 1999 : Universe
- 2000 : Lifting Up My Life
- 2001 : This Is Reality
- 2010 : Cancion Del Mariachi
- 2012 : Next Level
- 2013 : Ain't Gonna Wait on Love
- 2015 : Is This Love
- 2015 : Can't Hold Us
- 2018 : Take Me to Your Rhythm
- 2018 : Like A Lion'
- 2018 : Marathon
- 2019 : F**k You
- 2021 : Popcorn
- 2022 : Vieze Belletjes
- 2023 : Level Up